# Gruppo Sportivo Vigili del Fuoco Natale Casadio
Il Gruppo Sportivo Vigili del Fuoco Natale Casadio è una società polisportiva italiana con sede a Ravenna, attiva principalmente nella pallavolo.

## Storia
Il Gruppo Sportivo Vigili del Fuoco Natale Casadio viene fondato da Cesare Sangiorgi nel 1963. La sezione pallavolo maschile in poco tempo, grazie alla collaborazione con un'altra società ravennate, la Robur guidata da Angelo Costa, riuscì a raggiungere i massimi livelli del campionato italiano, militando più volte in Serie A; dalla stagione 1964-65 all'annata 1967-68 fu allenata dallo stesso Costa. Al termine del campionato 1965-66 scivolò in Serie B, ma l'anno successivo realizzò una straordinaria serie: vinse tutte le partite dalla prima all'ultima giornata tornando così nella massima divisione.
Il 1968 fu una stagione di successi per la Casadio, che portò tre suoi giocatori nel giro della nazionale: Daniele Ricci, Aldo Bendandi e Sergio Guerra. Inoltre la squadra Juniores rivinse per la terza volta il titolo nazionale, la squadra Ragazzi il titolo regionale e la squadra Allievi il campionato nazionale organizzato dal Centro Sportivo Italiano. Invece per Costa il 1968 fu l'anno della malattia: durante il girone di ritorno lasciò la squadra al vice Fuchi, che prima di allenare era stato anche giocatore.
La squadra rimase in Serie A quasi ininterrottamente fino all'annata 1982-83. In questa fase la Casadio fu la prima società ravennate ad avvalersi di giocatori stranieri. Al termine della stagione 1986-87 la società, con presidente Merano Melandri e direttore sportivo Vanni Monari, cedette il titolo di Serie A2 al Porto Ravenna di Giuseppe Brusi, proseguendo l'attività a livello amatoriale.

## Elenco degli allenatori
- 1963/64 - 1966/67: Angelo Costa
- 1967/68: Angelo Costa e Giovanni Fuchi
- 1968/69: Giovanni Fuchi
- 1969/70: ...
- 1970/71: Aldo Bendandi
- 1971/72: Gianluigi Tartaull
- 1972/73: Giovanni Fuchi
- 1973/74: Aldo Bendandi
- 1974/75: ...
- 1975/76: Antonio Bisca
- 1976/77: Giovanni Fuchi
- 1977/78: Odone Federzoni
- 1978/79: Odone Federzoni
- 1979/80: Aldo Bendandi
- 1980/81: ...
- 1981/82: ...
- 1982/83: Antonio Beccari
- 1983/84: Gianluigi Tartaull
- 1984/85: Daniele Ricci
- 1985/86: Daniele Ricci
- 1986/87: Daniele Ricci
- 1987/88: ...